# Daïra de Guelma
La daïra de Guelma est une circonscription administrative algérienne située dans la wilaya de Guelma. Son chef-lieu est situé sur la commune éponyme de Guelma.
La daïra regroupe les deux communes :
- Guelma (Chef-lieu de la Daïra)
- Ben Djerrah